# Araceli González Vázquez
Araceli González Vázquez (Santander, Cantabria, 1976) es una escritora española. Es doctora en Historia por la Universidad de Cantabria (2010) y licenciada en Antropología Social y Cultural por la Universidad de Deusto (2004).
Escribe prosa, poesía y teatro. Es autora del libro Mujeres, Islam y alteridades en el norte de Marruecos (Barcelona, Edicions Bellaterra, 2015), y de los libros de poesía Cascabeles de hielo (Santander, 2001) y Murciélagos de hierro (Santander, 2016).

## Narrativa
- Sicilia. (Premio José Hierro, 1997)
- Un pintor chileno. (Premio Consejo Social, 1998)
- La triste Marita. (Premio de la UIMP, 1998)
- La sombra del galeón. (Premio Los Cántabros, 1999)
- La muerte de Aguirre. (Premio Santoña... la mar, 1999)
- El galeno y los nombres. (Premio Lituma, 1999)
- El regreso de Mara McRae. (Premio Villa de Rentería, 2000)
- La importancia de llamarse Lucas. (Premio Ayto de Llodio, 2000)
- El día en que la luna sedujo a John Knox. (Premio Villa de Colindres, 2003)
- Las últimas palabras de Fermín García de Ortúzar. (Premio Consejo de la Mujer de Cantabria, 2005)
- La mirada alrededor. (Premio Consejo de la Juventud de Cantabria, 2007)
- El jardinero. (Áccesit Premio "Villa de Colindres")
- El pozo de Mauritania. (Áccesit Premio "Villa de Colindres)
- El caso de las naturalezas muertas. (Áccesit Premio "Villa de Colindres")
- La verdadera voz de Alicia Basarrate. (Finalista Premio "Consejo de la Mujer de Cantabria", 1999)
- La celebración. (Segundo, Premio "Ciudad de Éibar", 2001)
- Juan Cruz. (Finalista, Premio Ricardo López Aranda, 1999)

## Poesía
- Nunca podré contarle a nadie. (catálogo No a la violencia de género, Santander, 2000)
- Homenaje a Ana María de Cagigal. (Santander, 2001: incluye los poemas Aquel primer deseo de la mujer, Nihilista entre semana y Resucitarán)
- Cascabeles de Hielo. (Premio Consejo Social de la Universidad de Cantabria, 2001)
- Día de la poesía femenina en Cantabria. (Santander, 2002: incluye los poemas Accidente, Equilibrios 2001, y Memory and desire de T.S. Eliot)
- Día de la poesía femenina en Cantabria. (Santander, 2003: incluye los poemas I, II, y III: Inventarium)

## Otros relatos y cuentos publicados
- Vida de nadie y otras ruinas. (Antología Narradores de Cantabria, La Ortiga, Santander, 1998)
- León Caviedes. (Antología Palabra e Imagen, Santander, 1999)
- La heladería. (Periódico La Realidad)
- La columna vertebral del cielo. (Diario Alerta)
- La bella que se finge durmiente. (Periódico La Realidad)
- French mandarino. (Alucinaciones 2005, Museo de Bellas Artes de Santander, Santander, 2006)